# Камені Унковського
Ка́мені Унко́вського (рос. Камни Унковского) — група скелястих островів в затоці Петра Великого Японського моря. Знаходяться за 3,2 км на південний схід від мису Майделя, що на материку, за 3,1 км на захід від мису Родіонова, що на острові Путятіна та за 3,7 км на північ від мису Ступінчастий, що на острові Аскольд. Адміністративно належать до Фокінського міського округу Приморського краю Росії.

## Географія
Острови розташовані майже в центрі трикутника, вершинами якого є мис Мейделя на материку, мис Родіонова на острові Путятина та мис Ступінчастий на острові Аскольд. Острови витягнуті з півдня на північ у вигляді літери S на 2 км. Складаються з найбільшого острова та лежачих біля нього надводних та підводних каменів та кекурів. Сам острів являє собою 3 скелі, з'єднаних низькими перешийками. Найпівнічніший кекур називається камінь Бакланячий. Острови використовуються як територія для скидання ґрунту, особливо західний берег великого острова.

## Історія
Острови вперше описані 1859 року екіпажем кліпера «Стрілець» («Стрѣлокъ») і були названі островами Красильникова на честь підпоручик корпусу флотських штурманів Н. О. Красильникова. Пізніше експедиція Василя Бабкіна 1862 року перейменувала їх на сучасну назву.